# Большое Савино (Тверская область)
Большое Савино — деревня в Кашинском городском округе Тверской области.

## География
Находится в юго-восточной части Тверской области на расстоянии приблизительно 26 км на запад-северо-запад по прямой от города Кашин к юго-востоку от озера Скорбеж.

## История
Деревня была показана ещё на карте 1825 года. В 1859 году здесь (деревня Савино Кашинского уезда) было учтено 53 двора. До 2018 года входила в состав ныне упразднённого Уницкого сельского поселения.

## Население
Численность населения: 305 человек (1859 год), 3 (русские 100 %) в 2002 году, 0 в 2010.